# Crapaud de Woodhouse
Pour les articles homonymes, voir Bufo dorsalis.
Anaxyrus woodhousii
Espèce
Synonymes
- Bufo dorsalis Hallowell, 1852 nec Spix, 1824
- Bufo woodhousii Girard, 1854
- Bufo frontosus Cope, 1867 "1866"
- Bufo aduncus Cope, 1889
- Bufo woodhousii velatus Bragg & Sanders, 1951
- Bufo woodhousei bexarensis Mecham, 1959 "1958"
- Bufo antecessor Sanders, 1987
- Bufo planiorum Sanders, 1987

Statut de conservation UICN

 LC  : Préoccupation mineure
Anaxyrus woodhousii, le Crapaud de Woodhouse, est une espèce d'amphibiens de la famille des Bufonidae. Elle était anciennement appelée Bufo woodhousii.

## Répartition
Cette espèce se rencontre :

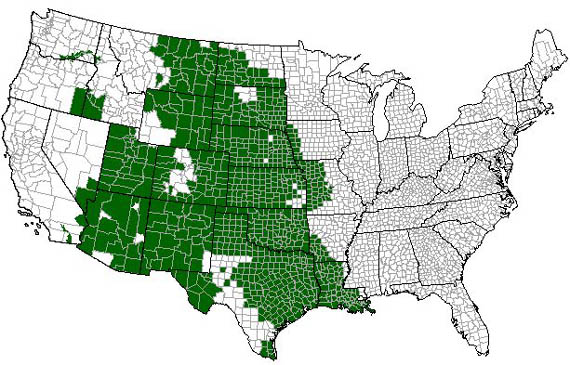
Distribution aux États-Unis

- aux États-Unis au Dakota du Nord, au Dakota du Sud, au Montana, au Wyoming, en Idaho, au Washington, en Oregon, en Californie, au Nevada, en Utah, en Arizona, au Nouveau-Mexique, au Colorado, au Nebraska, dans l'ouest de l'Iowa, au Kansas, au Missouri, en Oklahoma, au Texas ;
- au Mexique dans le nord de la Basse-Californie, dans le nord du Sonora, au Chihuahua, au Durango, au Coahuila.

## Taxinomie

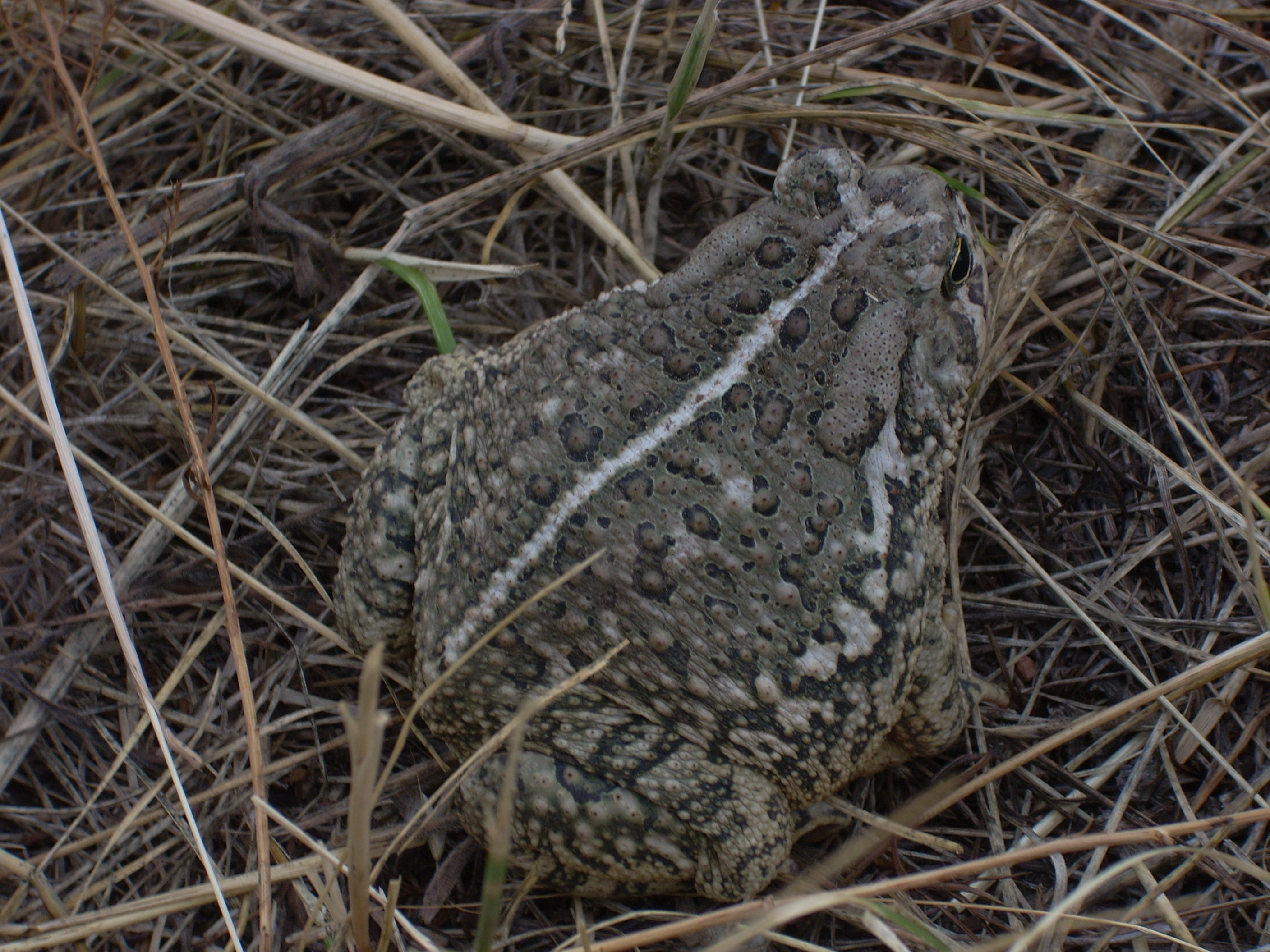
Anaxyrus woodhousii

Deux sous-espèces sont reconnues par Masta et al. en 2002 Anaxyrus woodhousei woodhousei et Anaxyrus woodhousei australis.

## Étymologie
Cette espèce est nommée en l'honneur de Samuel Washington Woodhouse.

## Publication originale
- Girard, 1854 : Descriptions of new genera and species of North American Frogs. Proceedings of the Academy of Natural Sciences of Philadelphia, vol. 7, p. 86–88  (texte intégral).